# 'Mid Kentucky Hills
'Mid Kentucky Hills è un cortometraggio muto del 1913 diretto da Ned Finley.

## Produzione
Il film fu prodotto dalla Vitagraph Company of America.

## Distribuzione
Distribuito dalla General Film Company, il film - un cortometraggio in una bobina - uscì nelle sale cinematografiche statunitensi l'8 dicembre 1913.